# I liga polska w piłce siatkowej kobiet (1957/1958)
I liga polska w piłce siatkowej kobiet 1957/1958 – 22. edycja rozgrywek o mistrzostwo polski w piłce siatkowej kobiet.

## Drużyny uczestniczące
| | I liga 1957/1958       |   |
| --- | ---------------------- | - |
| WAR | AZS AWF Warszawa       | 1 |
| LEG | Legia Warszawa         | 2 |
| WAR | Sparta Warszawa        | 3 |
| KRA | Wisła Kraków           | 4 |
| WRO | Gwardia Wrocław        | 5 |
| GDA | Gedania Gdańsk         | 6 |
| ŁÓD | Start Łódź             | 7 |
| WRO | Odra Wrocław           | 8 |
| GDY | Start Gdynia           | 9 |
| | Awans z II ligi        |   |
| WAR | Starówka Warszawa      |   |
| BIE | BKS Stal Bielsko-Biała |   |
| OPO | Budowlani Opole        |   |
| Oznaczenia: - kolumna pierwsza – skróty nazw drużyn wpisane na mapie (jeśli ta została zamieszczona), - kolumna trzecia – miejsce zajęte przez daną drużynę w poprzednim sezonie. |                        |   |

## Rozgrywki
Tabela
| Lp. | Drużyna                | Pkt | Mecze | Mecze | Mecze | Sety | Sety | Sety   |
| Lp. | Drużyna                | Pkt | M     | W     | P     | wyg. | prz. | ratio  |
| --- | ---------------------- | --- | ----- | ----- | ----- | ---- | ---- | ------ |
| 1.  | AZS AWF Warszawa       | 44  | 22    | 22    | 0     | 66   | 4    | 16.500 |
| 2.  | Wisła Kraków           | 42  | 22    | 20    | 2     | 61   | 16   | 3.813  |
| 3.  | Gwardia Wrocław        | 39  | 22    | 17    | 5     | 54   | 22   | 2.455  |
| 4.  | Sparta Warszawa        | 38  | 22    | 16    | 6     | 58   | 28   | 2.071  |
| 5.  | Start Gdynia           | 34  | 22    | 12    | 10    | 41   | 38   | 1.079  |
| 6.  | Legia Warszawa         | 34  | 22    | 12    | 10    | 42   | 37   | 1.135  |
| 7.  | Start Łódź             | 33  | 22    | 11    | 11    | 38   | 35   | 1.086  |
| 8.  | Gedania Gdańsk         | 29  | 22    | 7     | 15    | 28   | 50   | 0.560  |
| 9.  | Starówka Warszawa      | 27  | 22    | 5     | 17    | 21   | 55   | 0.382  |
| 10. | Odra Wrocław           | 27  | 22    | 5     | 17    | 20   | 55   | 0.364  |
| 11. | BKS Stal Bielsko-Biała | 24  | 22    | 2     | 20    | 14   | 63   | 0.222  |
| 12. | Budowlani Opole        | 24  | 22    | 2     | 20    | 9    | 62   | 0.145  |

     spadek do II ligi

## Klasyfikacja końcowa
| Miejsce | Drużyna                |
| ------- | ---------------------- |
| 1.      | AZS AWF Warszawa       |
| 2.      | Wisła Kraków           |
| 3.      | Gwardia Wrocław        |
| 4.      | Sparta Warszawa        |
| 5.      | Start Gdynia           |
| 6.      | Legia Warszawa         |
| 7.      | Start Łódź             |
| 8.      | Gedania Gdańsk         |
| 9.      | Starówka Warszawa      |
| 10.     | Odra Wrocław           |
| 11.     | BKS Stal Bielsko-Biała |
| 12.     | Budowlani Opole        |

     spadek do II ligi